# Morti il 4 novembre
| Questa pagina contiene informazioni ricavate automaticamente dalle voci biografiche con l'ausilio del template Bio e di un bot. L'aggiornamento è periodico e automatico e ricostruisce completamente la pagina. Se manca una persona in questa lista, sei pregato di non aggiungerla, ma accertati piuttosto che la sua voce biografica contenga il template Bio e che i dati anagrafici siano correttamente compilati. Se il template Bio manca, inseriscilo tu stesso o, in alternativa, metti l'avviso {{tmp\|Bio}} che ne segnala la mancanza. Se i dati riportati sono sbagliati, correggi direttamente la voce biografica; le modifiche saranno visibili in questa lista entro pochi giorni. Per chiarimenti vedi il progetto biografie. La lista contiene solo le 495 persone che sono citate nell'enciclopedia e per le quali è stato implementato correttamente il template Bio. Pagina aggiornata al 25 lug 2025. |

## IX secolo(1)
- 824 - Wetti di Reichenau, abate tedesco

## X secolo(1)
- 999 - Gregorio da Cerchiara, abate e santo italiano (n. 940)

## XI secolo(5)
- 1004 - Ottone I di Carinzia, nobile tedesco
- 1025 - Matilde di Germania, nobile tedesca (n. 979)
- 1035 - Jaromír di Boemia, sovrano boemo
- 1035 - Yahya ibn Ali, califfo
- 1039 - Ugo I di Chalon, conte

## XII secolo(1)
- 1188 - Teodobaldo di Vermandois, abate, cardinale e vescovo cattolico francese

## XIII secolo(4)
- 1203 - Teodorico VII d'Olanda, conte
- 1212 - Felice di Valois, religioso francese (n. 1127)
- 1231 - Elena Enselmini, religiosa italiana (n. 1207)
- 1252 - Giovanni di Wildeshausen, vescovo cattolico tedesco

## XIV secolo(5)
- 1329 - Edoardo di Savoia, conte (n. 1284)
- 1360 - Elisabetta de Clare, nobile britannica (n. 1295)
- 1381 - Pietro IV di Ribagorza, nobile spagnolo (n. 1305)
- 1382 - John Lyon, lord di Glamis, politico e nobile scozzese
- 1396 - Bertrando Rossi juniore, nobile e diplomatico italiano (n. 1336)

## XV secolo(8)
- 1401 - Bartolomeo da Rinonico, religioso italiano
- 1411 - Khalil Sultan, sovrano (n. 1384)
- 1428 - Sofia di Baviera, nobile tedesca (n. 1376)
- 1463 - Bertoldo d'Este, condottiero italiano (n. 1434)
- 1464 - Bartolomeo Malipiero, vescovo cattolico italiano
- 1485 - Alfonso de Aragón y de Escobar, nobile spagnolo (n. 1417)
- 1485 - Francesca d'Amboise, monaca cristiana francese (n. 1427)
- 1485 - Giovanni Mocenigo, doge (n. 1409)

## XVI secolo(12)
- 1511 - Francesco Borgia, cardinale e arcivescovo cattolico spagnolo
- 1549 - Bartolomeo Guidiccioni, cardinale e vescovo cattolico italiano (n. 1470)
- 1555 - Agnese d'Assia, nobile tedesca (n. 1527)
- 1556 - Robert IV de la Marck, nobile e ufficiale francese (n. 1512)
- 1560 - Guillaume du Choul, antiquario, umanista e numismatico francese
- 1567 - Girolamo Priuli, mercante e politico italiano (n. 1486)
- 1575 - Giovan Battista Pigna, umanista e letterato italiano (n. 1529)
- 1576 - John Paulet, II marchese di Winchester, nobile inglese (n. 1510)
- 1579 - Venceslao III Adamo di Teschen, duca (n. 1524)
- 1581 - Mathurin Romegas, militare francese
- 1595 - Francesco Cattani da Diacceto, vescovo cattolico e teologo italiano (n. 1531)
- 1599 - Pedro da Fonseca, filosofo e teologo portoghese (n. 1528)

## XVII secolo(13)
- 1646 - Luigi Günther di Schwarzburg-Rudolstadt, nobile tedesco (n. 1581)
- 1650 - Carlo Guasco, principe di Phalsbourg e Lixheim, nobile e generale italiano (n. 1603)
- 1652 - Jean-Charles della Faille, matematico belga (n. 1597)
- 1664 - Gaspar Alfonso Pérez de Guzmán, nobile spagnolo (n. 1602)
- 1669 - Ferdinando Massimiliano di Baden-Baden, nobile tedesco (n. 1625)
- 1678 - Pompeo Varese, arcivescovo cattolico e diplomatico italiano (n. 1624)
- 1680 - Joseph Glanvill, scrittore e filosofo inglese (n. 1636)
- 1680 - Pelagius Schläpfer, politico svizzero (n. 1601)
- 1681 - Francesco Megale, vescovo cattolico italiano (n. 1615)
- 1685 - Alberto Sigismondo di Baviera, vescovo cattolico tedesco (n. 1623)
- 1685 - Girolamo Grimaldi-Cavalleroni, cardinale e arcivescovo cattolico italiano (n. 1597)
- 1690 - Giovanni Guglielmo di Sassonia-Jena, duca tedesco (n. 1675)
- 1698 - Rasmus Bartholin, fisico, medico e scienziato danese (n. 1625)

## XVIII secolo(15)
- 1702 - John Benbow, ammiraglio inglese (n. 1653)
- 1707 - Giuseppe Domenico de Totis, poeta e librettista italiano
- 1714 - Christopher Rich, avvocato e impresario teatrale inglese (n. 1657)
- 1716 - Leopoldo Giovanni d'Asburgo, principe (n. 1716)
- 1727 - Baltasar de Mendoza y Sandoval, vescovo cattolico spagnolo (n. 1653)
- 1737 - Hannibal Alphons von Porcia, nobile e politico austriaco (n. 1679)
- 1742 - Aleksej Michajlovič Čerkasskij, nobile e politico russo (n. 1680)
- 1748 - Jan de Lichte, brigante fiammingo (n. 1723)
- 1753 - Johann Nicolaus Bach, organista e compositore tedesco (n. 1669)
- 1758 - Carlo Maria Sacripante, cardinale e vescovo cattolico italiano (n. 1689)
- 1781 - Faustina Bordoni, contralto italiano (n. 1697)
- 1781 - Johann Nikolaus Götz, poeta tedesco (n. 1721)
- 1785 - Pierre-Jean Grosley, storico e scrittore francese (n. 1718)
- 1792 - Benigno Bossi, pittore italiano (n. 1727)
- 1793 - Louis Marie de Lescure, generale francese (n. 1766)

## XIX secolo(50)
- 1804 - Nicola Peccheneda, pittore italiano (n. 1725)
- 1808 - Melchiorre Cesarotti, scrittore, traduttore e linguista italiano (n. 1730)
- 1810 - Frederick Hasselborough, esploratore australiano
- 1816 - Paolo Balsamo, abate, agronomo e economista italiano (n. 1764)
- 1818 - Bartolomeo Sambrunico, archivista italiano
- 1826 - William Bagwell, politico irlandese (n. 1776)
- 1832 - Bernhard Friedrich Thibaut, matematico tedesco (n. 1775)
- 1833 - Luigi Gonzaga del Liechtenstein, generale austriaco (n. 1780)
- 1836 - Louis Henry, ballerino e coreografo francese (n. 1784)
- 1837 - Jean-Louis Alibert, dermatologo e scrittore francese (n. 1768)
- 1837 - Francesco Antonio Avelloni, commediografo e attore teatrale italiano (n. 1756)
- 1840 - Anna Maria Schultheiss, nobile tedesco (n. 1760)
- 1842 - Antonio Provolo, presbitero e educatore italiano (n. 1801)
- 1846 - Giovan Battista Coletti, giurista, funzionario e archivista italiano (n. 1778)
- 1847 - Felix Mendelssohn, compositore, direttore d'orchestra e pianista tedesco (n. 1809)
- 1849 - Karl Theodor Joseph von Gemmingen, nobile e politico tedesco (n. 1780)
- 1850 - Gustav Schwab, poeta e scrittore tedesco (n. 1792)
- 1856 - Paul Delaroche, pittore francese (n. 1797)
- 1856 - Nicholas Marcellus Hentz, zoologo e aracnologo francese (n. 1797)
- 1856 - Pietro Vivaldi Pasqua, generale italiano (n. 1785)
- 1861 - Angelo Crotti di Costigliole, generale italiano (n. 1774)
- 1861 - Johann Paul Uhle, patologo e medico tedesco (n. 1827)
- 1862 - Anne Knight, attivista inglese (n. 1786)
- 1863 - Robert Hay, esploratore, antiquario e egittologo scozzese (n. 1799)
- 1867 - Pieter Otto van der Chijs, numismatico olandese (n. 1802)
- 1868 - Moritz Hoernes, paleontologo austriaco (n. 1815)
- 1869 - George Peabody, imprenditore, banchiere e filantropo statunitense (n. 1795)
- 1870 - Otto Vincent Lange, politico norvegese (n. 1797)
- 1873 - Temple Chevallier, astronomo, matematico e prete inglese (n. 1794)
- 1874 - François Dauverné, trombettista francese (n. 1799)
- 1876 - Teresa Manganiello, religiosa italiana (n. 1849)
- 1876 - Luigi Settembrini, scrittore e patriota italiano (n. 1813)
- 1876 - Şehzade Mehmed Burhaneddin, principe ottomano (n. 1849)
- 1877 - Luigi Castellucci, architetto e ingegnere italiano (n. 1798)
- 1880 - Étienne Mulsant, entomologo, ornitologo e bibliotecario francese (n. 1797)
- 1880 - Giambattista Pentasuglia, patriota e politico italiano (n. 1821)
- 1880 - Félicien de Saulcy, archeologo e numismatico francese (n. 1807)
- 1881 - Harry Gem, tennista, avvocato e scrittore britannico (n. 1819)
- 1887 - Pietro Boschi, avvocato, prefetto e politico italiano (n. 1811)
- 1890 - Helene Demuth, tedesca (n. 1820)
- 1890 - Anselmo Vivanti, patriota italiano (n. 1827)
- 1890 - Jacob van Zuylen van Nijevelt, politico olandese (n. 1816)
- 1891 - Francisco Gomes de Amorim, scrittore portoghese (n. 1827)
- 1893 - Pierre Tirard, politico francese (n. 1827)
- 1895 - Eugene Field, scrittore e poeta statunitense (n. 1850)
- 1895 - Achille Tamborino, politico italiano (n. 1825)
- 1896 - Edoardo De Betta, naturalista italiano (n. 1822)
- 1897 - Gian Paolo Borghetti, scrittore, poeta e politico francese (n. 1816)
- 1899 - Alphonso Barto, politico statunitense (n. 1834)
- 1899 - Stepan Stepanovič Leonov, generale russo (n. 1834)

## XX secolo(254)
- 1904 - Paul de Cassagnac, politico e giornalista francese (n. 1843)
- 1904 - Adolf Marks, editore tedesco (n. 1838)
- 1904 - Valentine Cameron Prinsep, pittore britannico (n. 1838)
- 1905 - Henry Montagu Douglas Scott, I barone Montagu di Beaulieu, politico scozzese (n. 1832)
- 1906 - Ernst Förstemann, filologo, bibliotecario e linguista tedesco (n. 1822)
- 1907 - Adalberto Cencetti, scultore italiano (n. 1847)
- 1907 - Amé Gorret, presbitero e alpinista italiano (n. 1836)
- 1908 - Richard Gerstl, pittore austriaco (n. 1883)
- 1908 - Tomás Estrada Palma, politico cubano (n. 1832)
- 1909 - Ferdinand Bischoffsheim, banchiere e politico belga (n. 1837)
- 1910 - Vincenzo Calenda di Tavani, magistrato e politico italiano (n. 1830)
- 1910 - Ernesto Fontana, vescovo cattolico italiano (n. 1830)
- 1913 - Fredericus Anna Jentink, zoologo olandese (n. 1844)
- 1914 - Lucio Campiani, compositore italiano (n. 1822)
- 1914 - Mario Chigi Albani della Rovere, VII principe di Farnese, principe e militare italiano (n. 1832)
- 1915 - Francesco Coppellotti, alpinista, imprenditore e militare italiano (n. 1883)
- 1915 - Teodor Leszetycki, pianista e compositore polacco (n. 1830)
- 1916 - René Fenouillière, calciatore francese (n. 1882)
- 1917 - Leopoldo Franchetti, politico, nobile e economista italiano (n. 1847)
- 1917 - Chocolat, circense francese
- 1918 - Achille Balsamo di Loreto, militare italiano (n. 1899)
- 1918 - Carlo Citarella, militare italiano (n. 1899)
- 1918 - Attilio Del Gobbo, patriota italiano (n. 1898)
- 1918 - Alexander Hansa, ammiraglio austriaco (n. 1863)
- 1918 - Charles A. Kell, militare statunitense (n. 1894)
- 1918 - Rocco Bruno Murizzi, scultore italiano (n. 1840)
- 1918 - Wilfred Owen, poeta e militare britannico (n. 1893)
- 1918 - Alberto Riva Villa Santa, militare italiano (n. 1900)
- 1918 - Andrew Dickson White, diplomatico e storico statunitense (n. 1832)
- 1919 - Carl Moeli, neurologo e psichiatra tedesco (n. 1849)
- 1919 - Daniel Peter, artigiano svizzero (n. 1836)
- 1919 - Giacinta Pezzana, attrice teatrale e attrice cinematografica italiana (n. 1841)
- 1919 - Sof'ja Tolstaja, contessa russa (n. 1844)
- 1920 - Policarpo Scarabello, politico italiano (n. 1883)
- 1921 - Hara Takashi, politico giapponese (n. 1856)
- 1921 - Oscar Montelius, archeologo svedese (n. 1843)
- 1921 - Arnaldo de Mohr, editore e scrittore italiano (n. 1874)
- 1923 - Frans De Haes, sollevatore belga (n. 1899)
- 1923 - Alfonso Menichetti, fantino italiano (n. 1880)
- 1923 - Ernst Ziller, architetto tedesco (n. 1837)
- 1924 - Gabriel Fauré, compositore e organista francese (n. 1845)
- 1925 - Jacques Loysel, scultore francese (n. 1867)
- 1926 - Albin Egger-Lienz, pittore austriaco (n. 1868)
- 1926 - André Wormser, compositore e banchiere francese (n. 1851)
- 1927 - Beriah Gwynfe Evans, giornalista, drammaturgo e politico gallese (n. 1848)
- 1927 - Giuseppe Marcora, avvocato, politico e patriota italiano (n. 1841)
- 1927 - Valli Valli, attrice teatrale inglese (n. 1882)
- 1928 - Bassano Gabba, avvocato, giurista e politico italiano (n. 1844)
- 1929 - Joseph Smit, illustratore olandese (n. 1836)
- 1929 - Karl von den Steinen, psichiatra, esploratore e antropologo tedesco (n. 1855)
- 1930 - Evelyn Colyer, tennista britannica (n. 1902)
- 1931 - Buddy Bolden, musicista statunitense (n. 1877)
- 1931 - Alessandro Chiappelli, storico, filosofo e politico italiano (n. 1857)
- 1931 - Luigi Galleani, anarchico italiano (n. 1861)
- 1931 - Artur Oppman, poeta polacco (n. 1867)
- 1932 - Nagm al-Saltanah, principessa persiana (n. 1853)
- 1932 - Belle Bennett, attrice statunitense (n. 1891)
- 1932 - Adolfo Ferrari, politico italiano (n. 1860)
- 1932 - William Rawson, calciatore sudafricano (n. 1854)
- 1932 - Salomon Reinach, archeologo e storico francese (n. 1858)
- 1933 - Pietro Milone, poeta italiano (n. 1867)
- 1934 - Waldemar Kophamel, militare tedesco (n. 1880)
- 1935 - Harold Morse, calciatore inglese (n. 1859)
- 1936 - Edgar André, antifascista tedesco (n. 1894)
- 1936 - Riccardo Bianchi, ingegnere e dirigente d'azienda italiano (n. 1854)
- 1936 - Frank Brettell, calciatore e allenatore di calcio inglese (n. 1861)
- 1936 - Ugo Brusati, nobile, generale e politico italiano (n. 1847)
- 1936 - Edoardo Perroncito, scienziato, medico e veterinario italiano (n. 1847)
- 1937 - Eduardo Ladislao Holmberg, botanico, zoologo e geologo argentino (n. 1852)
- 1937 - Giovanni Magistrini, militare e aviatore italiano (n. 1916)
- 1939 - Charles Tournemire, compositore e organista francese (n. 1870)
- 1940 - Arthur Rostron, comandante marittimo e militare britannico (n. 1869)
- 1941 - Henri Lichtenberger, germanista francese (n. 1864)
- 1941 - Mario Rutelli, scultore italiano (n. 1859)
- 1942 - Antonio Andriolo, militare italiano (n. 1914)
- 1942 - Pietro Bruno, militare italiano (n. 1920)
- 1942 - Giuseppe Cappelletto, militare italiano (n. 1920)
- 1942 - Ugo Conti Sinibaldi, giurista e politico italiano (n. 1864)
- 1942 - Pranas Dovydaitis, politico lituano (n. 1886)
- 1943 - James P. Hogan, regista e sceneggiatore statunitense (n. 1890)
- 1943 - Vincenzo Lapuma, cardinale italiano (n. 1874)
- 1944 - Armellini Chiappi, generale italiano (n. 1879)
- 1944 - John Dill, generale britannico (n. 1881)
- 1944 - Endre Kabos, schermidore ungherese (n. 1906)
- 1944 - Gennaro Pagano di Melito, militare e diplomatico italiano (n. 1879)
- 1944 - Tomasina Pozzi, religiosa e mistica italiana (n. 1910)
- 1944 - Adolfo Serafino, militare e partigiano italiano (n. 1920)
- 1945 - George Willis Ritchey, astronomo statunitense (n. 1864)
- 1946 - Ewald Daub, direttore della fotografia tedesco (n. 1889)
- 1946 - Rüdiger von der Goltz, generale tedesco (n. 1865)
- 1947 - Arthur Stanley, politico britannico (n. 1869)
- 1947 - Alexandru C. Cuza, politico rumeno (n. 1857)
- 1947 - Mabel Van Buren, attrice statunitense (n. 1878)
- 1948 - Louis-Hippolyte Boileau, architetto francese (n. 1878)
- 1948 - Filippo Perlo, vescovo cattolico e missionario italiano (n. 1873)
- 1948 - Sanford Myron Zeller, micologo statunitense (n. 1885)
- 1949 - Ugo Brizi, botanico e micologo italiano (n. 1868)
- 1950 - Grover Cleveland Alexander, giocatore di baseball statunitense (n. 1887)
- 1950 - Theodor Duesterberg, politico e militare tedesco (n. 1875)
- 1950 - Ernst Heinicker, militare tedesco (n. 1906)
- 1951 - Ernesto Ambrosini, siepista italiano (n. 1894)
- 1952 - Alberto Fogagnolo, politico italiano (n. 1893)
- 1952 - Jules Limbeck, calciatore e allenatore di calcio ungherese (n. 1904)
- 1952 - Sándor Pósta, schermidore ungherese (n. 1888)
- 1952 - Oskar Eberhard Ulbrich, botanico tedesco (n. 1879)
- 1954 - Vincenzo Bettoni, basso italiano (n. 1881)
- 1954 - Daniel Horton, astista e triplista statunitense (n. 1879)
- 1954 - Ugo Monneret de Villard, ingegnere, archeologo e orientalista italiano (n. 1881)
- 1954 - Augustin Pacha, vescovo cattolico rumeno (n. 1870)
- 1954 - Hot Lips Page, trombettista e cantante statunitense (n. 1908)
- 1955 - Antonio Ferretti, chimico e imprenditore italiano (n. 1889)
- 1955 - Cy Young, giocatore di baseball statunitense (n. 1867)
- 1956 - Agnes Esterhazy, attrice ungherese (n. 1898)
- 1956 - Ray Myers, attore e regista statunitense (n. 1889)
- 1956 - Almo Pianetti, politico italiano (n. 1895)
- 1956 - Pietro Rondoni, patologo e oncologo italiano (n. 1882)
- 1957 - Joseph Canteloube, compositore e musicologo francese (n. 1879)
- 1957 - Shoghi Effendi (n. 1897)
- 1957 - Norman Ferguson, animatore e regista statunitense (n. 1902)
- 1958 - Hermann von Kuhl, generale e storico tedesco (n. 1856)
- 1958 - Gilbert Walker, fisico e statistico britannico (n. 1868)
- 1958 - Sam Zimbalist, produttore cinematografico e montatore statunitense (n. 1904)
- 1959 - Antonio Benassi, allenatore di calcio e calciatore italiano (n. 1903)
- 1959 - Friedrich Waismann, filosofo austriaco (n. 1896)
- 1959 - I. A. R. Wylie, scrittrice e poetessa australiana (n. 1885)
- 1960 - Fritz-Hubert Gräser, generale tedesco (n. 1888)
- 1960 - Raïssa Oumançoff Maritain, mistica, poetessa e saggista francese (n. 1883)
- 1961 - John Dalrymple, XII conte di Stair, politico scozzese (n. 1879)
- 1961 - Fritz Stein, direttore d'orchestra, musicologo e filosofo tedesco (n. 1879)
- 1962 - Florián Rey, regista spagnolo (n. 1894)
- 1963 - Joe Gordon, trombettista statunitense (n. 1928)
- 1963 - Carlos Magalhães de Azeredo, diplomatico, scrittore e poeta brasiliano (n. 1872)
- 1963 - Pascual Ortiz Rubio, politico e generale messicano (n. 1877)
- 1964 - Vincenzo Chiola, politico italiano (n. 1893)
- 1964 - Giuseppe Pietro Gagnor, vescovo cattolico italiano (n. 1884)
- 1964 - James Hampton, artista statunitense (n. 1909)
- 1964 - Sándor Prokopp, tiratore a segno ungherese (n. 1887)
- 1964 - Fausto Ricci, baritono italiano (n. 1892)
- 1965 - Dante Berretti, dirigente sportivo italiano (n. 1897)
- 1965 - Luigi Bonazza, pittore italiano (n. 1877)
- 1965 - Georges-Henri Luquet, filosofo francese (n. 1876)
- 1965 - Georgette Chapelle, fotoreporter statunitense (n. 1919)
- 1965 - Matteo Palmieri, militare italiano (n. 1889)
- 1966 - Dietrich von Choltitz, generale tedesco (n. 1894)
- 1966 - Maria Donati, attrice italiana (n. 1898)
- 1968 - Horace Gould, pilota di Formula 1 britannico (n. 1918)
- 1968 - Michel Kikoine, pittore francese (n. 1892)
- 1968 - Francesco Varalda, calciatore italiano (n. 1895)
- 1969 - Carlos Marighella, politico, guerrigliero e scrittore brasiliano (n. 1911)
- 1969 - Ferenc Szabó, compositore ungherese (n. 1902)
- 1970 - Friedrich Kellner, politico tedesco (n. 1885)
- 1970 - Ol'ga Izmajlovna Semënova-Tjan-Šanskaja, scacchista sovietica (n. 1911)
- 1971 - Guillermo León Valencia, politico colombiano (n. 1909)
- 1971 - Rio Nobile, attore tedesco (n. 1897)
- 1971 - Ann Pennington, ballerina e attrice statunitense (n. 1893)
- 1971 - Mario Manlio Rossi, filosofo e anglista italiano (n. 1895)
- 1972 - Doc Campbell, giocatore di lacrosse canadese (n. 1878)
- 1972 - Lodovico Lessona, pianista italiano (n. 1928)
- 1972 - Frederico Paredes, schermidore portoghese (n. 1889)
- 1972 - Max Shachtman, filosofo statunitense (n. 1904)
- 1972 - Tsutomu Watanabe, medico e microbiologo giapponese (n. 1923)
- 1973 - Francis John Doyle, vescovo cattolico australiano (n. 1897)
- 1973 - Ugo Pozzan, allenatore di calcio e calciatore italiano (n. 1929)
- 1973 - Karl Heinrich Waggerl, scrittore austriaco (n. 1897)
- 1974 - Zeffiro Furiassi, calciatore e allenatore di calcio italiano (n. 1923)
- 1974 - Tivadar Kanizsa, pallanuotista ungherese (n. 1933)
- 1974 - Bert Patenaude, calciatore statunitense (n. 1909)
- 1975 - Sheila Ryan, attrice statunitense (n. 1921)
- 1976 - Massimo Dallamano, regista e direttore della fotografia italiano (n. 1917)
- 1976 - Isa Querio, attrice italiana (n. 1893)
- 1976 - Toni Ulmen, pilota automobilistico tedesco (n. 1906)
- 1976 - Jenő Vinyei, calciatore ungherese (n. 1922)
- 1977 - Betty Balfour, attrice britannica (n. 1903)
- 1977 - Carlo Gaddi, attore italiano (n. 1936)
- 1977 - Arrigo Lorenzo Osti, militare e ufficiale italiano (n. 1891)
- 1977 - Tom Reamy, scrittore statunitense (n. 1935)
- 1977 - Keith Vaughan, pittore e fotografo britannico (n. 1912)
- 1978 - Marion Palfi, fotografa statunitense (n. 1907)
- 1978 - Adhemar Serpa, pallanuotista brasiliano (n. 1898)
- 1979 - János Dudás, calciatore ungherese (n. 1911)
- 1979 - Jurij Krylov, hockeista su ghiaccio sovietico (n. 1930)
- 1979 - Enrico Longinotti, imprenditore e dirigente sportivo italiano (n. 1912)
- 1979 - Paolo Suraci, politico italiano (n. 1897)
- 1980 - Heinrich Bachmann, calciatore e allenatore di calcio svizzero (n. 1888)
- 1980 - Noel Langley, scrittore e sceneggiatore statunitense (n. 1911)
- 1980 - Elsie MacGill, ingegnera e attivista canadese (n. 1905)
- 1981 - Luigi Ricci, direttore d'orchestra e arrangiatore italiano (n. 1893)
- 1981 - Mauritz Sandberg, calciatore svedese (n. 1895)
- 1981 - Vladimir Ivanovič Ščerbakov, generale e politico sovietico (n. 1901)
- 1982 - Carlo Cantalamessa, scultore e medaglista italiano (n. 1909)
- 1982 - Dominique Dunne, attrice statunitense (n. 1959)
- 1982 - Rayford Logan, storico e attivista statunitense (n. 1897)
- 1982 - Alicia Penalba, scultrice argentina (n. 1918)
- 1982 - Jacques Tati, regista, attore e mimo francese (n. 1907)
- 1983 - Elena Luzzatto, architetta italiana (n. 1900)
- 1983 - José L. del Valle, avvocato spagnolo (n. 1901)
- 1984 - Giuseppe Cerana, dirigente sportivo italiano (n. 1904)
- 1984 - Gérard Delbeke, calciatore e allenatore di calcio belga (n. 1898)
- 1984 - Norman Geschwind, neurologo statunitense (n. 1926)
- 1984 - Francesco Mulè, attore e doppiatore italiano (n. 1926)
- 1985 - Cus D'Amato, manager e allenatore di pugilato statunitense (n. 1908)
- 1985 - Rudolf Fernau, attore tedesco (n. 1898)
- 1985 - John Axel Nannfeldt, micologo e botanico svedese (n. 1904)
- 1985 - Vasilij Sergeevič Ordynskij, regista cinematografico sovietico (n. 1923)
- 1986 - Francesco Cossu, canottiere italiano (n. 1907)
- 1986 - Harry M. Rose, medico e microbiologo statunitense (n. 1906)
- 1986 - 'Abd Allah al-Yafi, politico libanese (n. 1901)
- 1987 - Óscar Bonfiglio, calciatore e allenatore di calcio messicano (n. 1905)
- 1987 - Mario Cevenini, calciatore italiano (n. 1891)
- 1987 - Paulin Soumanou Vieyra, regista beninese (n. 1925)
- 1988 - Hermann Graf, aviatore e ufficiale tedesco (n. 1912)
- 1988 - Takeo Miki, politico giapponese (n. 1907)
- 1989 - Clare Leighton, artista statunitense (n. 1898)
- 1989 - Gordon Lett, ufficiale britannico (n. 1910)
- 1990 - Marcel Langer, militare e aviatore francese (n. 1917)
- 1990 - David Stirling, militare britannico (n. 1915)
- 1990 - Zenjiro Takahashi, nuotatore e pallanuotista giapponese (n. 1912)
- 1991 - Luciano Ceschia, scultore e pittore italiano (n. 1925)
- 1991 - Edvard Robert Gummerus, scrittore e traduttore finlandese (n. 1905)
- 1991 - Aminta Migliari, partigiano italiano (n. 1920)
- 1992 - Claude Aveline, scrittore e poeta francese (n. 1901)
- 1992 - Willie Porter, cestista statunitense (n. 1942)
- 1992 - José Luis Sáenz de Heredia, regista spagnolo (n. 1911)
- 1992 - Luigi Vrenna, mafioso italiano (n. 1909)
- 1992 - František Řitička, calciatore cecoslovacco (n. 1910)
- 1993 - Daniel Barrow, canottiere statunitense (n. 1909)
- 1993 - Nerina Montagnani, attrice italiana (n. 1897)
- 1994 - Sam Francis, pittore statunitense (n. 1923)
- 1994 - Onofrio Fusco, allenatore di calcio e calciatore italiano (n. 1918)
- 1994 - Ermes Muccinelli, allenatore di calcio e calciatore italiano (n. 1927)
- 1994 - Fred Smith, chitarrista e bassista statunitense (n. 1948)
- 1995 - Lanfranco Caretti, filologo, critico letterario e italianista italiano (n. 1915)
- 1995 - Gilles Deleuze, filosofo francese (n. 1925)
- 1995 - Eddie Egan, attore statunitense (n. 1930)
- 1995 - Prawitz Öberg, calciatore svedese (n. 1930)
- 1995 - Ferruccio Pelli, avvocato, notaio e politico svizzero (n. 1916)
- 1995 - Yitzhak Rabin, politico e generale israeliano (n. 1922)
- 1995 - Francesco Santoro-Passarelli, giurista italiano (n. 1902)
- 1996 - Ray Linn, trombettista statunitense (n. 1920)
- 1996 - Konstantin Loktev, hockeista su ghiaccio sovietico (n. 1933)
- 1998 - Hélmer Herrera Buitrago, criminale colombiano (n. 1951)
- 1998 - Joyce Lussu, partigiana, scrittrice e traduttrice italiana (n. 1912)
- 1998 - Jim McGee, cestista irlandese (n. 1923)
- 1998 - Franz Warnung, vescovo vetero-cattolico austriaco
- 1998 - Bill Watson, sollevatore britannico (n. 1918)
- 1998 - Jean de Heinzelin, geologo belga (n. 1920)
- 1999 - Giovanni De Martin, bobbista italiano (n. 1927)
- 1999 - Daisy Bates, attivista, editrice e giornalista statunitense (n. 1914)
- 1999 - Hilde Seipp, cantante e attrice tedesca (n. 1909)
- 1999 - Henri Van Kerckhove, ciclista su strada belga (n. 1926)
- 2000 - Gualtiero Ciola, scrittore italiano (n. 1925)
- 2000 - Proferio Grossi, pittore italiano (n. 1923)
- 2000 - Stephanie Lawrence, attrice, cantante e ballerina inglese (n. 1949)
- 2000 - Vladimiro Lazzarini, ciclista su strada italiano (n. 1914)

## XXI secolo(126)
- 2002 - Juan Araújo Pino, calciatore spagnolo (n. 1920)
- 2002 - Piero Cudini, storico della letteratura e critico letterario italiano (n. 1946)
- 2002 - Raoul Diagne, calciatore francese (n. 1910)
- 2002 - Antonio Margheriti, regista, sceneggiatore e effettista italiano (n. 1930)
- 2002 - Jerry Sohl, autore di fantascienza e sceneggiatore statunitense (n. 1913)
- 2003 - Fernando Aurini, giornalista e critico musicale italiano (n. 1920)
- 2003 - Ken Gampu, attore sudafricano (n. 1929)
- 2003 - Philip Slone, calciatore statunitense (n. 1907)
- 2003 - Massimiliano Vajro, giornalista e scrittore italiano (n. 1930)
- 2003 - Rachel de Queiroz, scrittrice, giornalista e drammaturga brasiliana (n. 1910)
- 2004 - Richard Dyer, schermidore statunitense (n. 1929)
- 2004 - Gordon Ingram, inventore e imprenditore statunitense (n. 1924)
- 2004 - Yasutomi Nishizuka, biochimico giapponese (n. 1932)
- 2005 - Nadia Anjuman, poetessa afghana (n. 1980)
- 2005 - Armando Magliotto, politico, partigiano e sindacalista italiano (n. 1927)
- 2005 - Mana Nishiura, batterista giapponese (n. 1971)
- 2005 - Sheree North, attrice, cantante e ballerina statunitense (n. 1932)
- 2005 - Graham Payn, attore e cantante sudafricano (n. 1918)
- 2005 - Amos Thomas, cestista statunitense (n. 1949)
- 2005 - Alessandro Vigevani, attivista e docente italiano (n. 1914)
- 2006 - Rogelio Durán, cantante spagnolo (n. 1953)
- 2006 - Antonio Giagu Demartini, politico italiano (n. 1925)
- 2006 - Gerhard Ludwig Goebel, vescovo cattolico tedesco (n. 1933)
- 2006 - Sergi López Segú, calciatore spagnolo (n. 1967)
- 2006 - Nelson S. Bond, scrittore, autore di fantascienza e sceneggiatore statunitense (n. 1908)
- 2007 - Daniel Amit, fisico e pacifista israeliano (n. 1938)
- 2007 - Ed Bartels, cestista statunitense (n. 1925)
- 2007 - Massimo Consoli, scrittore, giornalista e traduttore italiano (n. 1945)
- 2007 - Cyprian Ekwensi, scrittore nigeriano (n. 1921)
- 2007 - Vladimir Ovčarek, violinista russo (n. 1927)
- 2007 - Gunnar Samuelsson, fondista svedese (n. 1927)
- 2008 - Lennart Bergelin, tennista e allenatore di tennis svedese (n. 1925)
- 2008 - Paddy Buckley, calciatore scozzese (n. 1925)
- 2008 - Michael Crichton, scrittore, sceneggiatore e regista statunitense (n. 1942)
- 2008 - Rosella Hightower, danzatrice statunitense (n. 1920)
- 2009 - Carl Ballantine, attore e illusionista statunitense (n. 1917)
- 2009 - Ivan Bjakov, biatleta sovietico (n. 1944)
- 2009 - Hubert Brandenburg, vescovo cattolico tedesco (n. 1923)
- 2009 - Stefano Chiodi, calciatore italiano (n. 1956)
- 2009 - Antonio Pelle, mafioso italiano (n. 1932)
- 2009 - David Tree, attore britannico (n. 1915)
- 2010 - Sparky Anderson, giocatore di baseball e allenatore di baseball statunitense (n. 1934)
- 2010 - Eugénie Blanchard, supercentenaria francese (n. 1896)
- 2010 - Bernd Lohaus, scultore, pittore e disegnatore tedesco (n. 1940)
- 2010 - Michelle Nicastro, attrice, cantante e doppiatrice statunitense (n. 1960)
- 2011 - Emmanuel de Bethune, politico belga (n. 1930)
- 2011 - Pietro Franzoso, politico italiano (n. 1950)
- 2011 - Cynthia Myers, attrice e modella statunitense (n. 1950)
- 2011 - Norman Foster Ramsey, fisico statunitense (n. 1915)
- 2011 - Guillermo Leon Saenz, rivoluzionario colombiano (n. 1948)
- 2011 - Theadora Van Runkle, costumista statunitense (n. 1928)
- 2011 - Christiane Vaussard, ballerina francese (n. 1923)
- 2011 - Tadeusz Walasek, pugile polacco (n. 1936)
- 2012 - Pier Cesare Bori, storico delle religioni e traduttore italiano (n. 1937)
- 2012 - Ted Curson, trombettista statunitense (n. 1935)
- 2012 - Dora Marra, bibliotecaria italiana (n. 1921)
- 2012 - Amos Spiazzi, generale italiano (n. 1933)
- 2013 - Hakon Barfod, velista norvegese (n. 1926)
- 2013 - Hans von Borsody, attore austriaco (n. 1929)
- 2013 - Angelo Sala, giornalista e scrittore italiano (n. 1952)
- 2014 - S. Donald Stookey, inventore statunitense (n. 1915)
- 2014 - Eddie Stuart, allenatore di calcio e calciatore sudafricano (n. 1931)
- 2015 - Gennaro Alfano, politico italiano (n. 1927)
- 2015 - Antonio Glauco Casanova, saggista e giornalista italiano (n. 1919)
- 2015 - Seymour Chatman, critico letterario e critico cinematografico statunitense (n. 1928)
- 2015 - Ernino D'Agostino, politico italiano (n. 1960)
- 2015 - Antonello De Sanctis, paroliere e scrittore italiano (n. 1942)
- 2015 - Maurice Desaymonet, cestista francese (n. 1921)
- 2015 - René Girard, antropologo, critico letterario e filosofo francese (n. 1923)
- 2015 - Melissa Mathison, sceneggiatrice e produttrice cinematografica statunitense (n. 1950)
- 2015 - Marina Nikulina, pallavolista russa (n. 1963)
- 2015 - Adolf Polatschek, botanico austriaco (n. 1932)
- 2015 - Carlo Porciani, fumettista italiano (n. 1938)
- 2016 - Guy Claisse, giornalista e scrittore francese (n. 1934)
- 2016 - Alberto Jammaron, fondista italiano (n. 1915)
- 2016 - Jean-Jacques Perrey, compositore francese (n. 1929)
- 2016 - Serafino Petricone, politico italiano (n. 1931)
- 2016 - Sylvio dos Santos, nuotatore e pallanuotista brasiliano (n. 1935)
- 2017 - Denis André Dasoul, calciatore belga (n. 1983)
- 2017 - Isabel Granada, attrice e cantante filippina (n. 1976)
- 2017 - Henry Gujer, cestista svizzero (n. 1920)
- 2018 - Donna Axum, modella statunitense (n. 1942)
- 2018 - Gian Luca Barandun, sciatore alpino svizzero (n. 1994)
- 2018 - Bill Brown, giocatore di football americano statunitense (n. 1938)
- 2018 - Bruno Caruso, pittore, disegnatore e incisore italiano (n. 1927)
- 2018 - Marco Dezzi Bardeschi, ingegnere e architetto italiano (n. 1934)
- 2018 - Kateryna Handzjuk, attivista e politica ucraina (n. 1985)
- 2018 - Mustapha Madih, allenatore di calcio marocchino (n. 1956)
- 2018 - Edith Nunes, cestista paraguaiana (n. 1939)
- 2018 - Serhij Tkač, serial killer ucraino (n. 1952)
- 2019 - Riad Beyrouti, pittore e scultore siriano (n. 1944)
- 2019 - Jacques Dupont, ciclista su strada e pistard francese (n. 1928)
- 2019 - Virginia Leith, attrice statunitense (n. 1925)
- 2019 - Eli Pasquale, cestista canadese (n. 1960)
- 2020 - Mario Conti, calciatore italiano (n. 1935)
- 2020 - Wolfgang Döring, architetto tedesco (n. 1934)
- 2020 - Ken Hensley, tastierista, polistrumentista e cantante britannico (n. 1945)
- 2020 - Faraaz Khan, attore e modello indiano (n. 1970)
- 2020 - Sergio Matteucci, attore, doppiatore e conduttore radiofonico italiano (n. 1931)
- 2020 - Tom Metzger, attivista statunitense (n. 1938)
- 2021 - Norman Macfarlane, barone Macfarlane di Bearsden, imprenditore e filantropo scozzese (n. 1926)
- 2021 - Barbara-Rose Collins, politica statunitense (n. 1939)
- 2021 - Károly Király, politico romeno (n. 1930)
- 2021 - Ruth Ann Minner, politica statunitense (n. 1935)
- 2021 - Rosella Palmini Lattanzi, politica italiana (n. 1952)
- 2021 - Mike Pitts, giocatore di football americano e allenatore di football americano statunitense (n. 1960)
- 2022 - Dave Butz, giocatore di football americano statunitense (n. 1950)
- 2022 - Alejandro Chomski, regista e sceneggiatore argentino (n. 1968)
- 2022 - Toralv Maurstad, attore e regista teatrale norvegese (n. 1926)
- 2022 - Bill Sheffield, politico statunitense (n. 1928)
- 2022 - Jan Spitzer, attore, doppiatore e cantante tedesco (n. 1947)
- 2022 - Igor Sypniewski, calciatore polacco (n. 1974)
- 2022 - Alfredo Horacio Zecca, arcivescovo cattolico argentino (n. 1949)
- 2023 - Marina Cicogna, nobile, produttrice cinematografica e fotografa italiana (n. 1934)
- 2023 - Aaron Harper, cestista statunitense (n. 1981)
- 2023 - Philip Meyer, giornalista e scrittore statunitense (n. 1930)
- 2023 - Lanfranco Pace, giornalista e scrittore inglese (n. 1947)
- 2023 - Cristina Quintarelli, nuotatrice italiana (n. 1963)
- 2023 - Mary Willis Walker, scrittrice statunitense (n. 1942)
- 2024 - Luigi Bodi, calciatore e allenatore di calcio italiano (n. 1934)
- 2024 - Vincenzo Ferro, attore e doppiatore italiano (n. 1925)
- 2024 - Kiki Håkansson, modella svedese (n. 1929)
- 2024 - Bernard Marcus, imprenditore statunitense (n. 1929)
- 2024 - Agnaldo Rayol, cantante, attore e showman brasiliano (n. 1938)
- 2024 - Renato Serio, compositore, arrangiatore e direttore d'orchestra italiano (n. 1946)
- 2024 - Angelo Trimarco, critico d'arte, giornalista e filosofo italiano (n. 1941)